# ミハイル・ヴォロンツォフ

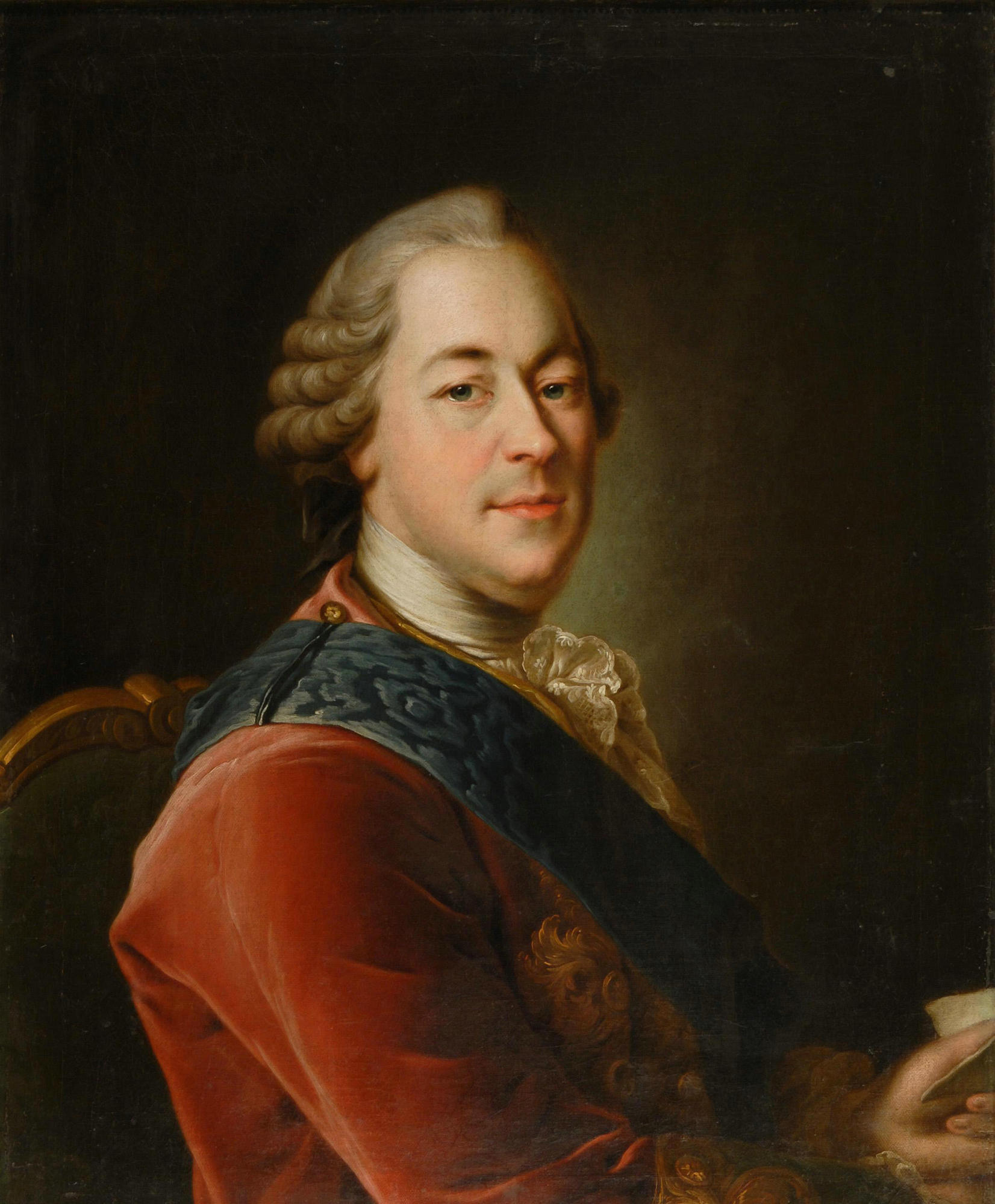
ミハイル・ヴォロンツォフ

ミハイル・イラリオノヴィッチ・ヴォロンツォフ伯爵（Михаи́л Илларио́нович Воронцо́в、Mikhail Illarionovich Vorontsov、1714年 - 1767年）は、帝政ロシアの貴族、政治家、外交官。エリザヴェータ・ペトロヴナ、ピョートル3世、エカテリーナ2世期の宮廷で活躍し、ヴォロンツォフ家繁栄の基礎を築いた。

## 経歴
14歳でエリザヴェータ・ペトロヴナ大公女（後のエリザヴェータ女帝）の宮廷で小姓（w:kammerjunker）に任命された。1741年12月6日、エリザヴェータは貴族たちに担がれ、プレオブラジェンスキー連隊の武力を背景にクーデターを起こし、年少のイヴァン6世に取って代わり帝位に就く。ヴォロンツォフは、クーデターで女帝を物質面で支援した。1742年1月3日、女帝の母方の従姉妹に当たるアンナ・スカヴロンスカヤと結婚する。1744年には伯爵位を授与され、副宰相に任命される。この頃の宮廷の実力者としてアレクセイ・ペトロヴィッチ・ベストゥージェフ＝リューミン伯がいるが、ヴォロンツォフは、ベストゥージェフに対して敵意を燃やし、同じく女帝の側近で侍医のアルマン・レストック（Armand Lestocq）と共謀し、反ベストゥージェフ一派に参加した。反対派がベストゥージェフによって打撃を受けた後も、ヴォロンツォフに対しては、その熟練した文章やヴォロンツォフ一族が女帝に示した数々の贈答によって、エリザヴェータの寵愛が深かったため、宮廷からの追放を免れることができた。とはいえヴォロンツォフは、ベストゥージェフが大宰相（帝国宰相）として宮廷の中心となっていた期間は、幾分失意の時を過ごさざるを得なかった。
ベストゥージェフが失脚し、エリザヴェータ女帝によって、ヴォロンツォフは後任の外相兼大宰相に就任する。英語版によると、ヴォロンツォフは善意に充ち、公正な人物であったが、政治家としては非常に臆病で決断力に欠けていたとされる。一方で、アンリ・トロワイヤ、及び池田理代子の『女帝エカテリーナ』では、ベストゥージェフやエカテリーナ2世を向こうに回すヴォロンツォフ一族の領袖、政略家として描写されている。ともあれ、エリザヴェータ女帝の支持を得、プロイセンに対しては、公然と敵意を剥き出しにし、オーストリア、フランスと良好な関係を維持した。
しかし、1762年1月5日、エリザヴェータ女帝が崩御し、ピョートル3世が即位すると、フリードリヒ大王に心酔する新帝に従い、ロシアはプロイセン包囲網から脱退する。ヴォロンツォフは、姪のエリザヴェータ・ヴォロンツォヴァ（通称リーザ）がピョートル3世の寵姫であることを背景に、さらにヴォロンツォフ一門の権勢を強めた。しかし、頂点に達したかに見えたヴォロンツォフの権勢も、皇后エカテリーナ・アレクセーエヴナ大公妃がエリザヴェータ女帝のひそみにならい、オルロフ四兄弟を中心とする不平貴族や軍隊を動かし、クーデターを成功させたことによって瓦解した。1762年6月28日に即位したエカテリーナ2世は、ピョートル3世を廃位した。ヴォロンツォフは敗北を悟り、恭順の意を明らかにした。エカテリーナ2世即位後も宰相職に留まるが、姪のリーザをめぐってもともと心象が悪かった上、所管していた外交政策がニキータ・パーニン伯の手に事実上移り、自ら引き際を悟ったヴォロンツォフは1763年に公職から退いた。